# La Totale !
Pour plus de détails, voir Fiche technique et Distribution.
La Totale ! est un film d'espionnage comique français réalisé par Claude Zidi qui est sorti en 1991. Il a fait l'objet d'un remake aux États-Unis : True Lies (1994) de James Cameron.

## Synopsis
Tout le monde croit François Voisin cadre modèle aux télécoms, à la vie calme et rangée, mais ce n'est qu'une couverture. En réalité, François est un agent secret, et l'un des meilleurs : dans le milieu, on le surnomme l'Épée. Mais à neutraliser des trafiquants d'armes et éviter des attentats terroristes la journée, François ne se rend pas compte que sa femme s'ennuie et rêve d'aventure. Un jour, il découvre qu'elle fréquente un autre homme.

## Fiche technique
- Titre : La Totale !
- Réalisation : Claude Zidi
- Scénario : Didier Kaminka, Simon Michaël et Claude Zidi
- Production : Jean-Louis Livi
- Sociétés de production : Film par Film - Films 7 - TF1 Films Production - Panavision Internationale, S.A - M.D.G Productions
- Musique : Vladimir Cosma
- Photographie : Jean-Jacques Tarbès
- Montage : Nicole Saunier
- Décors : Françoise Deleu
- Costumes : Olga Pelletier
- Distributeur : AMLF
- Pays de production : France
- Format : Couleurs - 1,66:1 - Dolby Surround - 35 mm
- Genre : comédie et espionnage
- Durée : 102 minutes
- Date de sortie :
  - France : 18 décembre 1991

## Distribution
- Thierry Lhermitte : François Voisin
- Miou-Miou : Hélène Voisin
- Eddy Mitchell : Albert Grelleau
- Michel Boujenah : Simon / Marcel
- Jean Benguigui : Sarkis - un trafiquant d'armes
- Annick Alane : Pascaline
- Claudine Wilde (en) : Vanessa - une call-girl
- François Hadji-Lazaro : Braquet - le chef des services secrets
- Yan Epstein : Izmir
- Sagamore Stévenin : Julien Voisin
- Jean-Guillaume Le Dantec : Paul
- Pierre Pellerin : Gérard
- Alain Stern : Philippe
- Thierry Liagre : Vincent
- Paulina Zidi : Paulina Voisin
- Fabienne Chaudat : la comptable du bureau
- Hélène Zidi : l'assistante d'Hélène
- Corinne Merle : l'employée de la bibliothèque
- Bérangère Jean : Catherine
- Olivier Descamps : de Beauvais
- Bernard Bijaoui : David
- Sylvain Katan : le premier loubard
- Frédéric Diefenthal : le deuxième loubard
- Hervé Limeretz : le musicien
- Farid Fedjer : le rocker au couteau
- Henri Attal : le concierge de l'hôtel
- Tony Librizzi : l'équipier 1
- Jean-Pierre Brulois : le premier tueur
- Cannon Ball (Pascal Riccieri) : le deuxième tueur
- Guy Di Rigo : le premier homme de main
- Jacky Chalard : le deuxième homme de main
- Alain Barbier : le gardien de la cellule
- Lionel Vitrant : un homme de main (non crédité)

## Production

### Tournage
Le tournage du film s'est déroulé du 27 mai au 2 août 1991 en région Parisienne.
Il s'est déroulé dans les lieux suivants :
- Paris (7e, 8e, 9e, 12e, 16e et 18e arrondissements de Paris) ;
- Yvelines (Saint-Hilarion) ;
- Essonne (Évry) ;
- Hauts-de-Seine (lycée Paul-Langevin de Suresnes[2], Garches, Malakoff) ;
- Seine-Saint-Denis (Épinay-sur-Seine).

## Autour du film
Le film a fait l'objet d'un remake aux États-Unis, True Lies de James Cameron en 1994 avec Arnold Schwarzenegger dans le rôle principal. Le film est ensuite adapté en série télévisée en 2023.
Claude Zidi et James Cameron ont été condamnés par la Cour d'appel de Paris pour contrefaçon de scénario au profit du scénariste français Lucien Lambert. Le jugement précise que Zidi doit également rembourser à Cameron ce que ce dernier doit verser à Lambert. La procédure dura trois ans et prit fin lorsque le réalisateur André Farwagi annonça que Lambert lui avait précédemment vendu les droits pour un téléfilm intitulé Tous mes maris, ce qu'il avait caché au tribunal.
C'est le premier rôle au cinéma de Frédéric Diefenthal.